# جوزيف فارس
جوزيف فارس (بالسويدية: ؛ ولادة: 19 سبتمبر، 1977‎Josef Fares) هو مخرج أفلام ومصمم ألعاب فيديو سويدي من أصل لبناني ومشرف عام على شركة هيزلايت ستوديوز السويدية، حيث اشتهرت الشركة بألعاب فيديو أواي أوت وإت تيكس تو وسبلت فكشن. جوزيف فارس هو من مواليد العاصمة بيروت، وهاجر مع عائلته إلى السويد أثناء الحرب الأهلية.